# آبشار ماتسومی
آبشار ماتسومی (به لاتین: Matsumi Falls) یک آبشار در ژاپن است که در توادا، آئوموری واقع شده‌است.